# Мару Рошу (Мехединци)
Мару Рошу (рум. Măru Roșu) насеље је у Румунији у округу Мехединци у општини Коркова. Oпштина се налази на надморској висини од 168 m.

## Становништво
Према подацима из 2002. године у насељу је живело 262 становника, од којих су сви румунске националности.